# Kickers de Los Angeles
Les Kickers de Los Angeles sont un club américain de football (soccer) fondé en 1951, deux fois vainqueur de la National Challenge Cup, la Coupe des États-Unis de soccer.
Fondée par Albert Ebert et Fritz Ermit, cette équipe est au départ composée essentiellement d'immigrés allemands. Bientôt ouvert à tous, le club devient une place importante en Californie, dont il remporte la coupe de l’État en 1956, puis sept fois d'affilée à partir de 1958. Cette même saison 1958, les Kickers remportent pour la première fois la Coupe des États-Unis face à Baltimore Pompei SC, puis s'inclinent en finale deux ans plus tard. Ils terminent aussi au deuxième rang de la Greater Los Angeles Soccer League.
En 1963, le club fusionne avec le Los Angeles Victoria et remporte la National Challenge Cup l'année suivante sous l’appellation Los Angeles Kickers-Victoria (ou LA-KV). Les années suivantes sont mouvementées puisque les Kickers sont absorbés et fusionnés dans d'autres clubs (Germania en 1966, Hollywood en 1972, Alemania en 1975…). Dans les années 2000, le club est connu comme le Los Angeles Soccer Club.